# 猶他齒龍屬

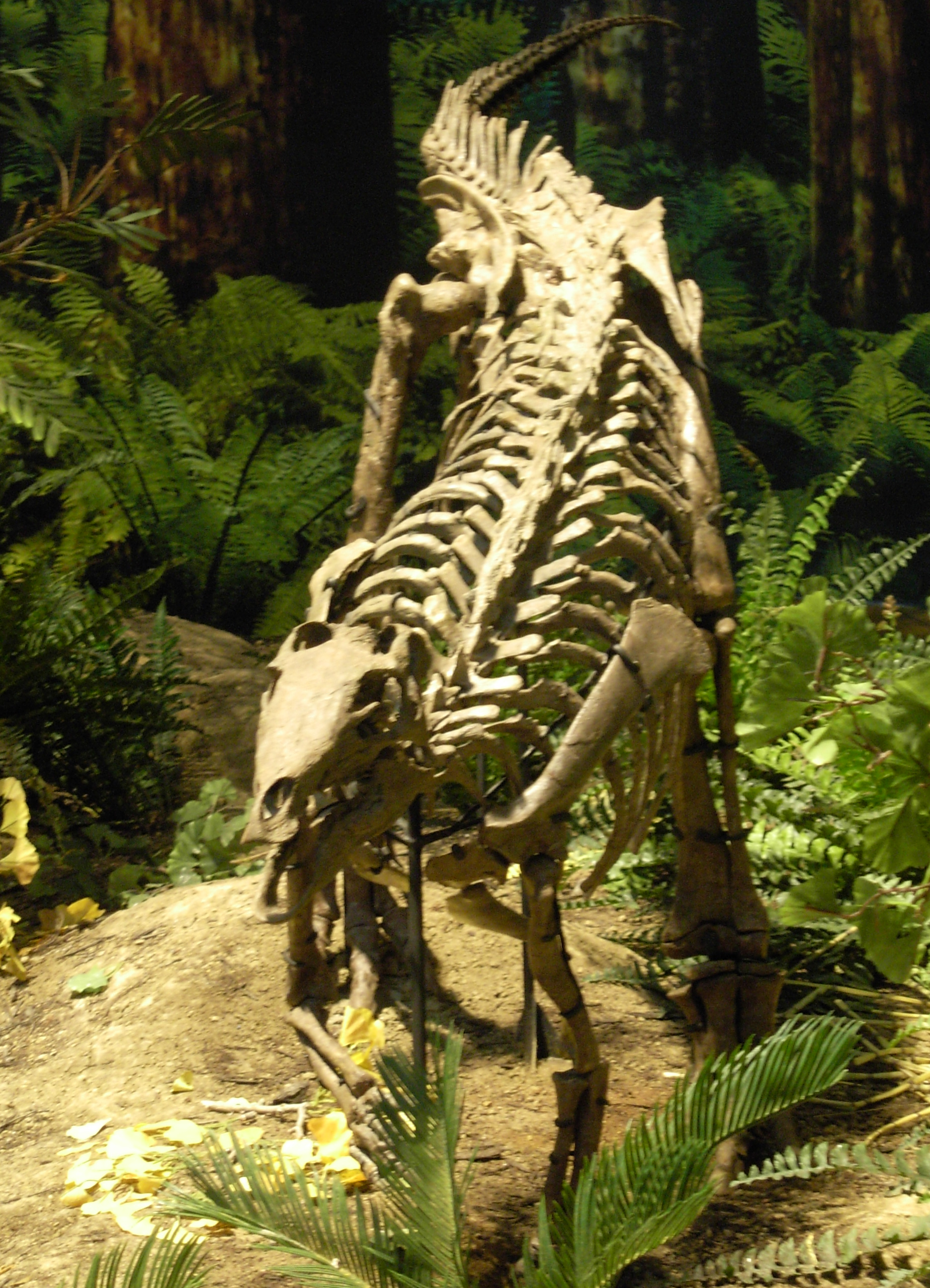
猶他齒龍骨架模型

猶他齒龍屬（學名：Uteodon）是鳥腳亚目禽龍類恐龍的一屬，是種植食性恐龍，位於禽龍類的原始位置。化石發現於美國猶他州的尤因塔縣，屬於莫里遜組的Brushy Basin段，地質年代相當於侏羅紀晚期。
在2008年，肯尼思·卡彭特（Kenneth Carpenter）將人將這些化石歸類於彎龍的一種（C. aphanoecetes）。在2010年，古生物學家Andrew T. McDonald等人將這個種建立為新屬，模式種是U. aphanoecetes。屬名意為「猶他人的牙齒」，Ute是群當地印地安人，也是猶他州的州名來源；種名在古希臘文意為「隱藏的居民」。